# El Limón (Venezuela)
El Limón es una ciudad al noroeste del estado Aragua en Venezuela. Está situada en las riberas del río El Limón, al pie del parque nacional Henri Pittier. Es la capital del municipio Mario Briceño Iragorry, con una población estimada en el año 2013 de 103 000 habitantes. Forma parte del Área metropolitana de Maracay. El Limón y todos sus sectores cuenta en su totalidad con una superficie de 52,12 km².
En general, El Limón está comprendido por los Sectores Arias Blanco, Caja de Agua, Los Rauseos, El Piñal, Av. Circunvalación, El Progreso, Mata Seca, Valle Verde, Las Mayas, La Cruz, Niño Jesús, Tejerías, Agropecuaria, El Paseo, Alma Mater y Los Arcos.

## Toponimia
El nombre toponímico de este poblado, es adquirido del río El Limón, que atraviesa la población y sus aguas riegan los sembradíos agrícolas aledaños; este río desemboca en la cuenca del Lago de Valencia o Lago Los Tacariguas.

## Historia

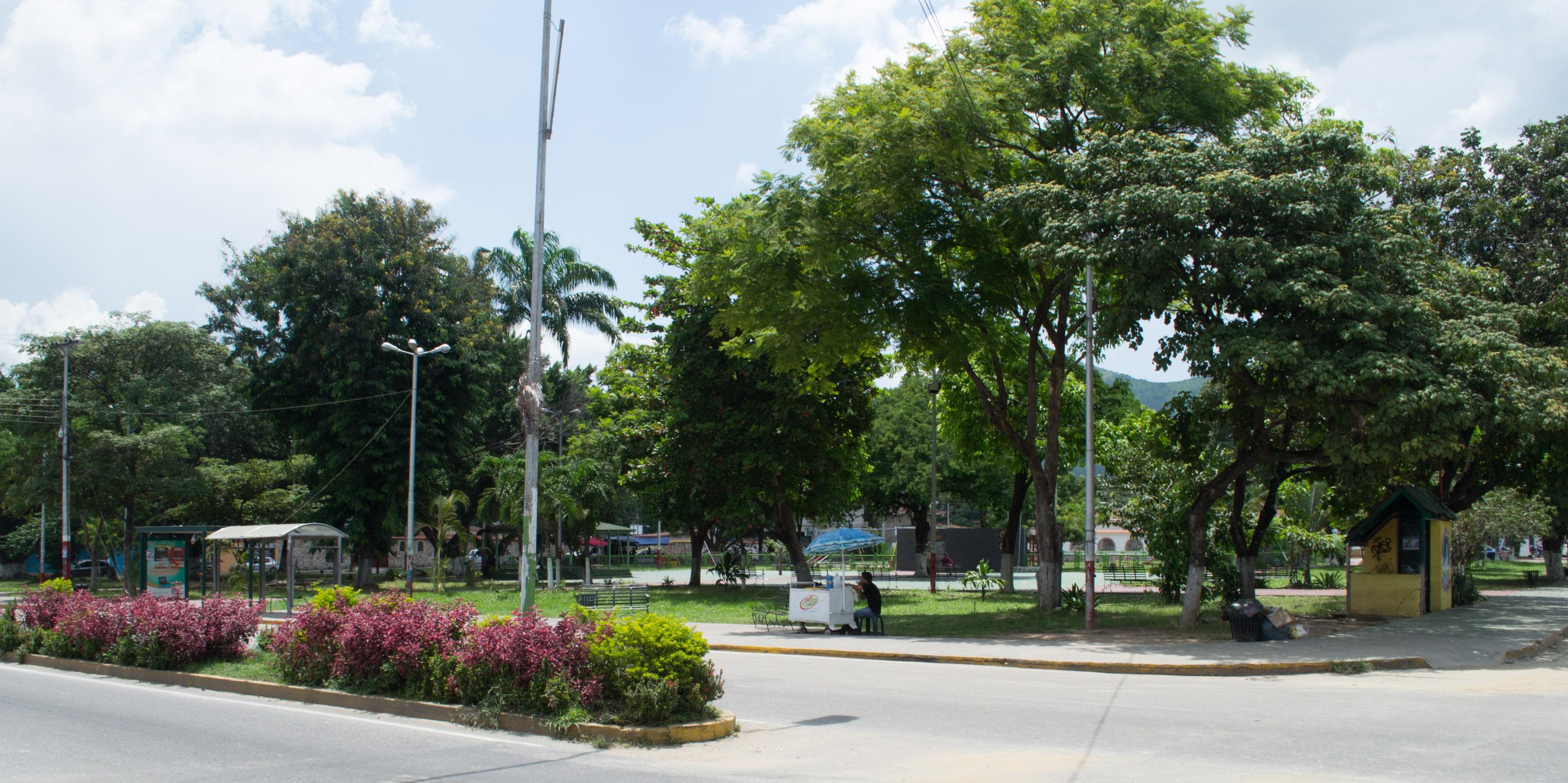
Plaza Bolívar

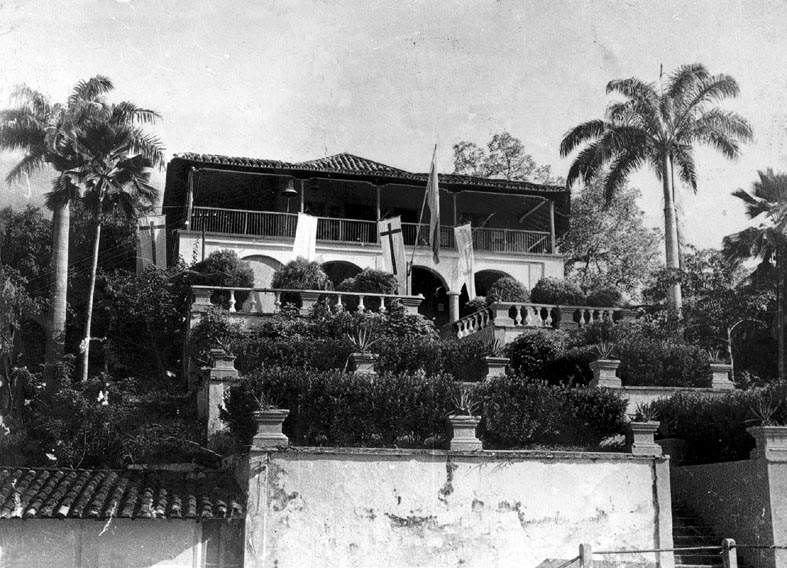
Fachada de la Antigua casa de La Trinidad.

Los terrenos donde actualmente se encuentra El Limón fueron, desde la época de la conquista española, parte de una hacienda de cultivo de caña de azúcar, entre cuyos primeros dueños se encontraba el capitán Diego de Ovalle, terrateniente de origen portugués, uno de los primeros propietarios de los valles de Maracay y Tapatapa. Posteriormente, estas tierras fueron vendidas a terceras personas y parceladas hasta tener varios nombres y varios propietarios. 

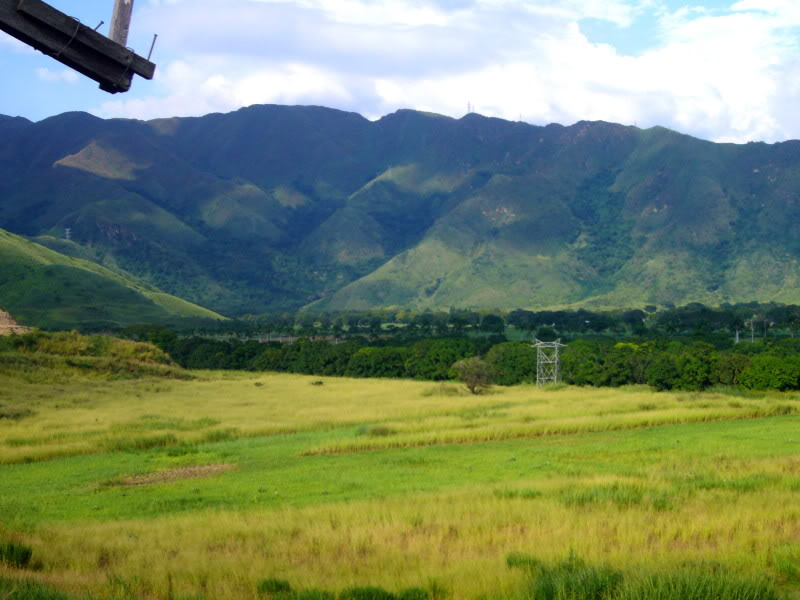
Terrenos de la UCV, pertenecientes a la antigua hacienda de La Trinidad.

El área de El Limón comprendía aproximadamente un tercio de las tierras denominadas luego el “Rincón de Tapatapa”, y que pertenecieron a la hacienda “La Trinidad de Tapatapa” hasta la tercera década del siglo XX (1936). En el año 1792, en las adyacencias de estos terrenos, y ya siendo propiedad de la familia Carreras, se construyó lo que hoy se conoce como la Casa de La Trinidad o La Casa del Marqués de Casa León, levantada por Antonio Carreras, para ser entregada en dote a su hija Josefa Magdalena, quien se había unido en matrimonio con Antonio Fernández de León. Con el paso de los años, la casa y sus terrenos llegaron a pertenecer a la familia Carreras, luego al Marqués de Casa León, a Antonio Fernández de León, al prócer de la Independencia José Antonio Páez, al Presidente Cipriano Castro, al General Juan Vicente Gómez, y finalmente al Estado Venezolano. Aquí fue desarrollándose un vecindario compuesto de haciendas particulares de caña de azúcar.
En el año de 1814 la hacienda El Limón era propiedad de Micaela Longa, joven aristocrática caraqueña, quien en 1816 fue detenida por las autoridades españolas acusada de rebelde y colaboradora de los republicanos, y vinculada con el movimiento Independentista Venezolano hasta tal punto que en dicho año la hacienda es secuestrada por el gobierno Español. Desde este año, se pierde la pista de la tradición de dicha hacienda, pero en 1850 aparece entre las propiedades de Dolores Carvallo, posiblemente viuda de José María Gómez, propietario de la extensión de tierras que abarcaba esta hacienda de caña y café.

### Época Gomecista
Para el siglo XIX, durante el tiempo de la Venezuela agropecuaria, las tierras del ya poblado El Limón pasan a propiedad del general Juan Vicente Gómez, uno de sus últimos propietarios, en la que funda una hacienda ganadera y agrícola. Para esa época, la hacienda era administrada por el doctor Alberto Carnavalli, y estaba compuesta, aparte del caserío, por potreros y ganaderías, en lo que actualmente son los terrenos de las facultades de veterinaria y agronomía de la Universidad Central de Venezuela, el Sector "El Paseo", las faldas de las serranías de "El Tigrito" hasta el inicio de la carretera a Ocumare de la Costa, y por sembradíos de cultivos de caña de azúcar, específicamente en los terrenos que conforman hoy día las urbanizaciones Caña de Azúcar, la Candelaria, Mata Seca, el Progreso y el campo de la Congregación Evangélica.

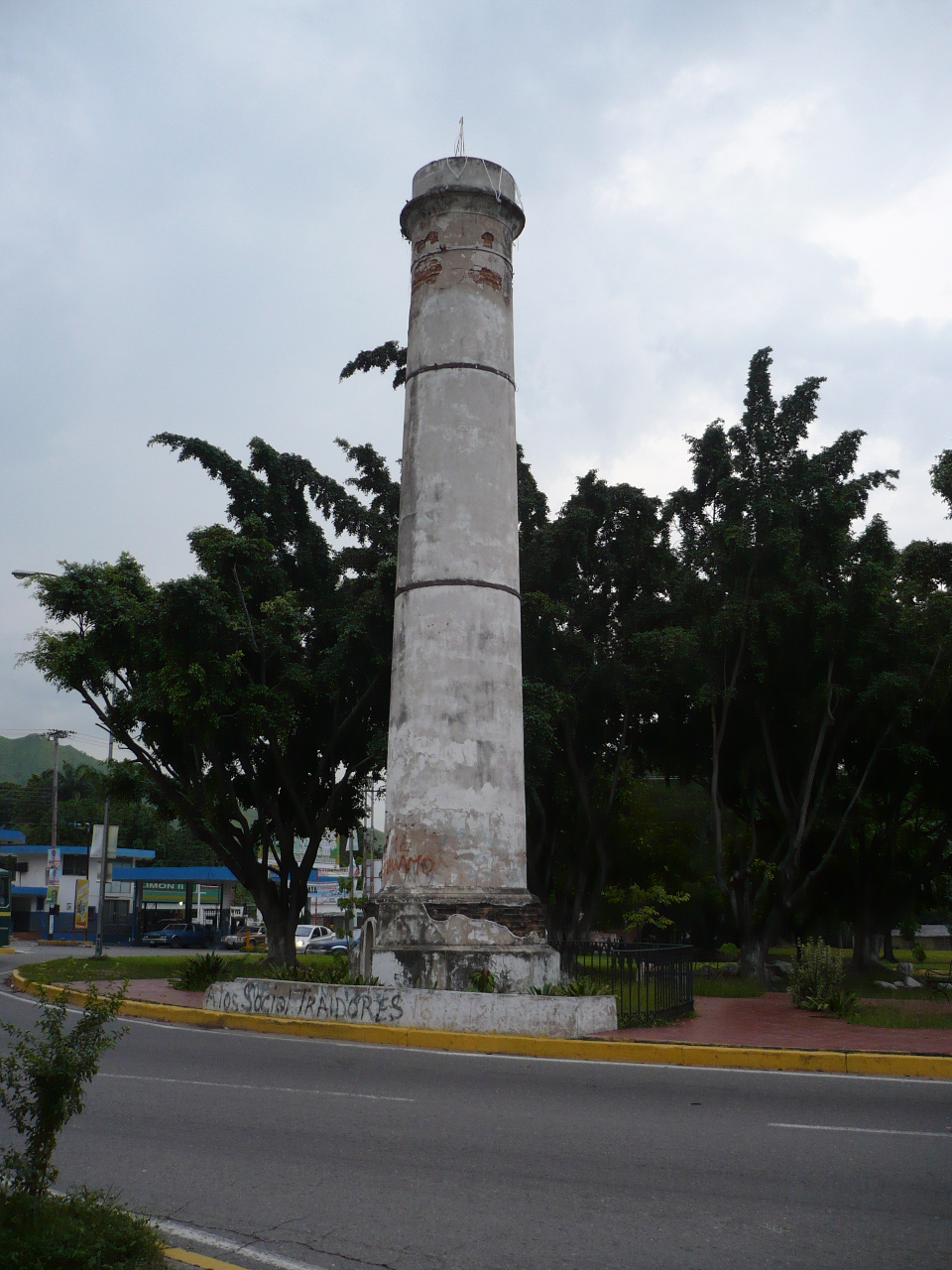
Torreón de El Limón, chimenea de antiguo trapiche conservada como monumento.

La producción de la caña de azúcar era procesada en trapiches ubicados dentro de la misma hacienda, para obtener guarapo o jugo de caña y papelón en panela, para su comercialización en diferentes usos.
Durante el régimen del gobierno del general Juan Vicente Gómez se construyó la carretera de Ocumare, inaugurada el 9 de mayo de 1916, en lugar del antiguo sendero que comunicaba al pueblo de Ocumare de la Costa con la ciudad de Maracay, y que pasaba por El Limón. Para esa época, ya se había establecido el mandato del gobierno de Gómez en Maracay, la cual es auge del progreso y desarrollo y convierte a las costas de Ocumare en un puerto marítimo nacional. Aquí comienza un desarrollo irregular en la construcción de viviendas y calles, que fueron ocupando las orillas de los márgenes del río El Limón. Con el pasar de los años, el poblado de El Limón, se fue transformando social y económicamente. Al desaparecer las dictaduras, fue expropiado y adjudicado por el Ejecutivo del estado, junto con el área de terrenos que conformaron el actual municipio Mario Briceno Iragorri, en total una extensión de 55 km², al Ministerio de Agricultura y Cría.

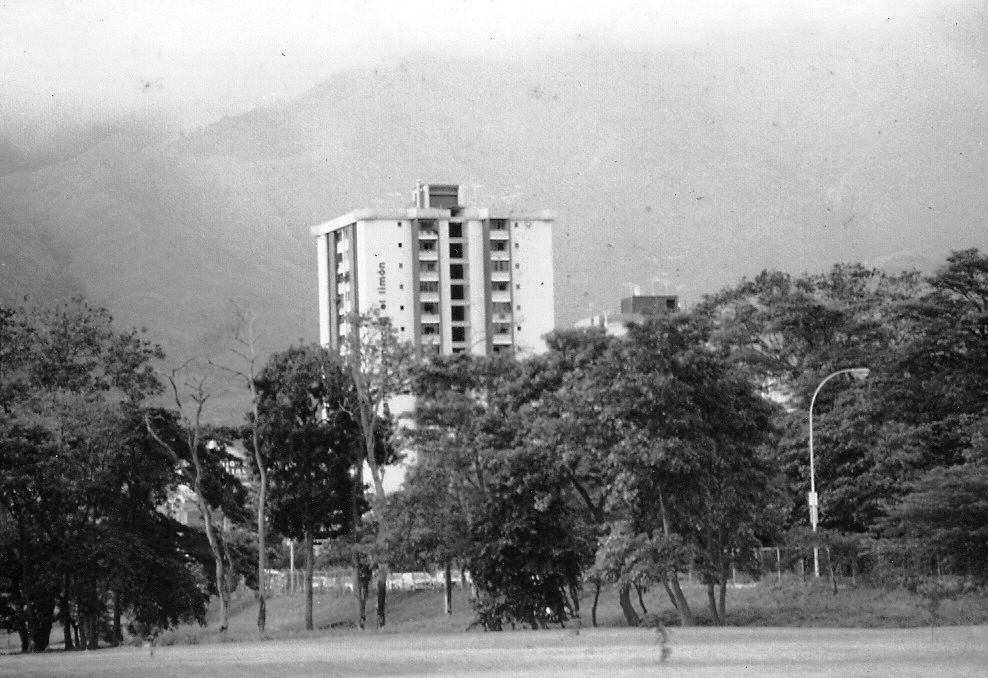
Parque Los Apamates, antes del deslave de 1987. Al fondo el Centro Comercial El Limón.

### sigloXX
La población hacia la década del treinta era creciente. El censo oficial de 1926 le asigna al caserío El Limón 327 habitantes, de los 13 359 del municipio Maracay. En 1927, el sacerdote Hilario Cabrera Díaz logra la instalación de la primera escuela en el lugar, adscrita a la parroquia y con el nombre de Escuela del Niño Jesús. Allí surge el Sector Niño Jesús, uno de los primeros sectores poblados en la hacienda El Limón. 
La población fue creciendo y hacia 1955 se le calculaban cerca de 2.000 personas; el 10 de diciembre es elevada a parroquia eclesiástica con el nombre de "La Milagrosa". El 11 de enero de 1960, por decisión del procurador general de la República, Pablo Ruggieri Parra y Ángel Márquez en representación del Concejo de Girardot, dichos terrenos fueron confiscados y pasaron a manos del Ministerio de Agricultura y Cría. El 23 de enero de 1962 la zona de El Limón y sus alrededores se convirtieron en el Municipio Urbano de Maracay (Municipio foráneo del Distrito Girardot). Por ley del Poder Municipal del Estado Aragua en el año 1986, se crea el Municipio Mario Briceño Iragorry, con un área de terrenos de aproximadamente de 640 hectáreas, comprendiendo las zonas de los barrios aledaños de El Milagro, La Coromoto, Caña de Azúcar y estableciendo como capital a El Limón, eligiendo sus autoridades municipales por votación popular. A partir de allí, se convierte en una gran urbe, con nuevas construcciones: La ampliación de la avenida Caracas, la construcción de la avenida Universidad y el crecimiento poblacional hacia las faldas de la cordillera, por la construcción de la avenida Circunvalación, con un crecimiento económico debido al auge de los comercios de la zona, que son de una gran variedad, panaderías, restaurantes, clínicas, farmacias, hoteles y posadas turísticas, ferreterías, supermercados, bancos, funeraria y un Centro Comercial.
Hoy día es una comunidad en expansión, con modernas vías de comunicación, comercios y urbanismos.

### Historia Moderna, finales delsigloXX

#### Fundación de Mata Seca y El Progreso
En el año 1945 comienzan a llegar los primeros pobladores a los terrenos que hoy se conocen como Mata Seca y El Progreso, los cuales se dedicaban a la siembra, y a la cría de animales, entre los cuales se hallaban búfalos, traídos por el general Gómez desde la isla de Trinidad. En 1942, durante el gobierno del General Isaías Medina Angarita, estas tierras pasaron a manos del Ministerio de Agricultura y Cría. Una vez que el ministerio recibió estas tierras, demarca parcelas en algunos de estos terrenos y los cede para que sean trabajados por sus pobladores, convirtiéndose después de varios años en pisatarios.
Desde la calle Acueducto hacia la calle El Porvenir, existían parcelas que fueron compradas en su mayoría por extranjeros, quienes rápidamente fabricaron sus casas, mientras que el resto de los terrenos de Mata Seca, fueron invadidos por familias que fabricaban sus ranchos, quienes precariamente hacían uso de los servicios públicos.
En el año 1953, según los registros de los servicios públicos y comunales en barrios y urbanizaciones de Maracay, aparece oficialmente El Barrio de Mata Seca, en El Limón. A partir del 1960, comienzan a urbanizarse las tierras agrícolas que quedaban alrededor de El Limón. Se iniciaron los desarrollos habitacionales en “La Candelaria”, “José Felix Ribas” y la urbanización “Caña de Azúcar”.
En los años 1967 y 1968, Mata Seca comenzó a poblarse a consecuencia de varias invasiones, por lo que los pisatarios que tenían varias hectáreas, comenzaron a vender sus terrenos, por miedo a perder todo, aunque también muchos abandonaron la zona.
Para estos años, el Consejo de Girardot ubicó muchas familias que invadían en otros barrios y las trasladaron a Mata Seca. La adjudicación de estos terrenos provoca otra ola de invasiones a los alrededores de esta zona.
En el año de 1970, la Dirección de Ingeniería Municipal de Girardot, empezó a reorganizar algunas familias por calles, y allí cuando recibieron sus actuales nombres: Calle Los Mangos, Calle El Millar y Calle Acueducto. También se inicia la construcción de un tanque para almacenamiento de agua, que está ubicado en el cerro Henry Pittier, durante el gobierno de Raúl Leoni. Este tanque no se pudo poner a funcionar porque no resistía la presión del agua y el terreno cedía. Por su parte, la familia Semidey, debido a las continuas invasiones a sus tierras, abandonó la zona, comprendida entre las actuales calles Canaima y Ayacucho.
Se construyó, en un terreno que pertenecía a los militares Duque Colmenares y Amalio Suárez Delgado, la Escuela Básica El Progreso, el Jardín de Infancia, La Capilla CANTV y la cancha múltiple. El primer jardín de infancia que funcionó en Mata Seca, desde 1971 a 1974 llevaba por nombre “Doña Ana”.
En el año 1975, se construyó el Jardín de Infancia Mata Seca, también la cancha múltiple y un local para uso de los deportistas, el cual estuvo ubicado al lado de la capilla hasta agosto de 1995. Anteriormente, había sido rescatado del abandono en el año 1980, cuando era Gobernador José Casanova Godoy.
En 1979, es producido el primer periódico que circula en Mata Seca, llamado “ALERTA“ elaborado por el Líder Social Irvin Guzmán. A partir del año 1969, comienzan los niños de Mata Seca a estudiar en la Escuela Básica El Progreso, fundada en ese año en el Barrio El Progreso. Allí eran atendidos 250 alumnos y daban clases 5 maestros bajo la dirección de la maestra Zoila Cruz Carvajal. A raíz de la tragedia de El Limón el 6 de septiembre de 1987, 200 alumnos son atendidos por el Ministerio de Educación en el Local de la Gran Fraternidad Universal de la calle Los Acuarios.

### Hitos históricos
- 1602 : la porción de tierras que conforma "El Rincón de Tapatapa" aparece descrita con ese nombre en los Archivos de Indias en aquel año, en documento descriptivo de la adjudicación que hizo el Capitán Lorenzo Martínez de Madríz de la encomienda de estas tierras, conjuntamente con las del Valle de Ocumare, como dote de matrimonio a su hija Mariana Martínez Villela, al contraer esta nupcias con el Capitán Bartolomé de Emazábal. Luego el "Hato de Tapatapa", pasa a formar parte de los bienes de la Congregación religiosa “De la Limpia Concepción de la Regla de Santa Clara”, fundada por Mariana Martlnez Villela luego de quedar viuda.

- Segunda mitad del siglo XVII : aparece Tomás de Aguirre como dueño del hato.

- 1740 : nuevamente aparecen en documentos las tierras del Hato de Tapatapa, pero ahora con el nombre de “Hacienda La Trinidad de Tapatapa”, especificando la construcción de una casa, precursora de lo que sería años más tarde la mansión de la hacienda. Era entonces su dueño, el Capitán Nicolás Brito.

- 1770 : el Capitán Brito vende la hacienda al Capitán Antonio Carreras.

- 1785 : una vez más la hacienda es entregada como dote de matrimonio. Esta vez, la recibe Josefa Antonia Carrera Magdaleno, al casarse esta, el primero de agosto de ese año, con Antonio Fernández de León, futuro Marqués de Casa León.

- 1800 : debido al poder político, económico y social que detentaba Antonio Fernández de León, la casona de la hacienda “La Trinidad” se había convertido en centro de reuniones sociales y de grandes fiestas en los valles aragüeños, y era conocida como "La Mansión" y “El Palacete de la Trinidad” en los altos círculos sociales de la época.

- 1806 : el General Francisco de Miranda desembarca por primera vez en territorio venezolano ocupando las playas de Ocumare de la Costa. La noticia causa revuelo y Antonio Fernández de León conforma, arma y aporta un pequeño ejército de doscientos hombres a fin de impedir que Miranda se establezca en Ocumare de la Costa y avance sobre Maracay. Miranda se ve entonces obligado a abandonar la plaza tomada y retirarse. El triunfo de la causa realista al impedir esta invasión del General Francisco de Miranda fue largamente celebrado en la mansión de la hacienda “La Trinidad”.

- 1812 : Antonio Fernández de León, ya investido con el título de Marqués de Casa León, cambia de opinión política y apoya la causa patriota a tal punto, de que en mayo de ese año el General Francisco de Miranda establece en los predios de la hacienda el cuartel general de las fuerzas republicanas, tornándose esta en epicentro de la llamada Primera República.

- 1821 : después de la Batalla de Carabobo, el gobierno de la naciente República dicta una orden de aprehensión en contra del Marqués de Casa León y todos sus bienes son confiscados. El Marqués logra embarcarse hacia Curazao para luego instalarse en Puerto Rico, donde falleció en 1826.

- 1829 : la hacienda “La Trinidad” es adjudicada en propiedad al General José Antonio Páez, ya investido con el cargo de Presidente de la República de Venezuela, por concepto de sueldos adeudados y en atención a los servicios prestados. Encantado con la propiedad, Páez se residenció en ella por largos períodos. Trajo su ganado de los llanos de Apure, agregando la explotación pecuaria a la exitosa tradición agrícola de la hacienda.

- 1880 : a la muerte del general Páez en Nueva York, la hacienda “La Trinidad” fue vendida por sus herederos a Carlos Palacios, primo lejano, por el lado materno, del Libertador, General Simón Bolívar.

- 1894 : muere Carlos Palacios y sus herederos pasan sus derechos y acciones sobre la hacienda a José Rafael Palacios.

- Principio de 1900 (fecha desconocida): se establece alrededor del trapiche de la Hacienda "La Trinidad" y como consecuencia del movimiento comercial generado por este, un desordenado poblamiento espontáneo ocurrido a la orilla de la carretera nacional, situado en la marca de 5 kilómetros de esta. Actualmente, se conoce como Sector "Niño Jesús".

- 1904 : José Rafael Palacios vende la hacienda al general Cipriano Castro, entonces presidente de la República, y este a su vez la vende en 1909, a Josefa Castro de Bello, esposa del general Simón Bello.

- 1912 : el procurador de la Nación entabla contra los propietarios de la hacienda “La Trinidad” una demanda de expropiación por “causa de utilidad pública”, pues el Poder Ejecutivo decretó ese año establecer en la casona y tierras de la hacienda la “Escuela Federal de Agricultura, Cría y Veterinaria”. Este proyecto, en el cual estuvo involucrado el Doctor Henri Pittier, no se llevó a cabo sino años más tarde.

- 1912 : se inicia la construcción de la Carretera a Ocumare. El anterior paso hacia Ocumare lo constituyeron las actuales Avenida Caracas y Principal de El Limón. Su construcción finalizó en 1916 y acrecienta la actividad del asentamiento.

- 1915 : el general Juan Vicente Gómez adquiere esta hacienda mediante permuta de terrenos y casas en Caracas, Maracay y Valencia.

- 1924 : el general Gómez acuerda con la Orden Benedictina de Saint Otillien, de origen alemán la instalación en la hacienda de una casa-hogar-granja para niños huérfanos que se llamó “Refugio para varones pobres y abandonados”. La casona con todas sus instalaciones y un terreno para su funcionamiento (aproximadamente 70 ha aledañas) fueron cedidas a la Orden Benedictina en comodato por 50 años.

- 1925 : se construye la alcabala. Originalmente era una edificación de paredes de adobe y techo de asbesto, construida para controlar el paso hacia la carretera nacional.

- 1927 : el sacerdote Hilario Cabrera Díaz logra establecer la primera escuela en el lugar, adscrita a la parroquia y con el nombre de Escuela del Niño Jesús, en el poblado de El Limón (Sector Niño Jesús).

- 1936 : tras la muerte de Gómez, son expropiadas las tierras de la Hacienda El Limón, pasando a formar parte del Patrimonio de la Nación por acuerdo confiscatorio de los bienes del General Gómez y es invadida por los pobladores. La porción de tierras desde el trapiche de la hacienda hasta lo que es hoy la alcabala de El Limón se entregan como ejidos.

- 1937 : se inicia la construcción de la Capilla de Niño Jesús, por parte de los pobladores en la calle principal.

- 1945 : el “Refugio para varones pobres y abandonados” recibe el nombre de “Colegio Padre Leyh” en memoria del benedictino Padre Antonio Leyh, su recién fallecido fundador. Este mismo año deja de existir como tal la hacienda “La Trinidad”.

- 1946 : se funda oficialmente la primera escuela de El Limón, ubicado en la esquina de Caja de Agua (donde se encuentra hoy la primera bomba de gasolina frente al torreón).

- 1949 : Serge Raynaud de la Ferrière, astrólogo francés, funda el llamado Ashram N.º 1 de la Gran Fraternidad Universal en las cercanías de lo que hoy se conoce como Calle Los Acuarios.

- 19 de enero de 1961 : se inaugura el Grupo Escolar “El Limón”, edificio integrado por 42 aulas con capacidad para 1000 alumnos. Hoy se conoce como Unidad Educativa El Limón.

- 1965 : se construyen la Iglesia Parroquial "La Milagrosa" y la Plaza Bolívar de El Limón.

- Abril de 1973 : El conservacionista Gerardo Yépez Tamayo funda la Sociedad Conservacionista Aragua, a raíz de un grave incendio que por más de 30 días afectó las zonas boscosas del parque nacional Henri Pittier.

- 6 de diciembre de 1987 : El Limón, por decreto, se convierte en Capital del recién creado Municipio Mario Briceño Iragorri, según la entonces reciente Ley de División Territorial.

## Geografía

### Ubicación
El Limón se localiza al noroeste de los fértiles Valles de Aragua, con longitud de 67°37’40’’ y latitud de 10°18’30’’ y altitud de 483 m s. n. m. A 7 km al norte de Maracay constituye la puerta de entrada al sector oeste del parque nacional Henry Pittier y el único paso terrestre hacia el Municipio Costa de Oro o Municipio Ocumare de la Costa de Oro. Consta de los sectores: Arias Blanco, El Progreso, El Piñal, Mata Seca, Valle Verde, Las Mayas, La Cruz, Niño Jesús, Tejerías, Agropecuaria, El Paseo, Alma Mater y Los Arcos, con 52,12 km².

### Hidrografía
Está compuesta exclusivamente por la cuenca hidrográfica del río El Limón, afluente del Lago de Valencia. Está conformada por las microcuencas correspondientes a las quebradas Guacamaya, Guamita, Los Rausseos, Corral de Piedra, El Piñal, El Manguito, Valle Verde, La Soledad y Las Mayas, todas afluentes del río El Limón y sobre las cuales se han construido trece sistemas de acueductos que suministran agua potable aproximadamente a un 40% de su población.
El Río El Limón nace en las montañas de Rancho Grande. El sitio exacto donde se forma el río El Limón es el Topo Periquito, a 1680 metros de altura, y está conformado por varias quebradas que lo van alimentando, todas desde su margen izquierdo. Estas quebradas son aprovechadas por los pobladores locales a través de acueductos artesanales construidos, mantenidos y operados por ellos mismos, así como algunos bajo la administración de la empresa estatal Hidrocentro.

### Vegetación
La vegetación predominante en El Limón y sus alrededores montañosos, está constituida por bosques de diferentes altura y densidad, propios de la Sierra Norte de la Cordillera de la Costa, matorrales y herbazales de montaña. Al momento de escribir esta sección, los principales cambios en la vegetación han ocurrido por el incremento de los herbazales de montaña, en detrimento de los bosques que constituyen la selva nublada, los bosques ribereños de galería y los bosques caducos, los cuales han reducido su superficie por efecto de los incendios forestales y urbanismo. La zona urbana de El limón aún cuenta con especies de Apamate, Samán, y árboles frutales predominando entre estos, el Mango.

## Clima
El clima está condicionado por los peldaños del relieve y oscila entre los 16,9 °C y los 28 °C en las zonas altas. La temperatura promedio de es 24 °C. Las lluvias son frecuentes y arrecian mucho a mediados de la temporada.

## Actividad económica
En El Limón se desarrollan actividades económicas mayormente relacionadas con la artesanía y las artes plásticas; confección textil y de calzado; industria vinculada a la medicina alternativa y a productos naturales; galletería, empresas familiares de dulcería y licores de frutas; herrería industrial y artesanal; ecoturismo; residencias estudiantiles; talleres de imprenta, diseño gráfico y publicidad; viveros ornamentales y forestales; fábrica de instrumentos de percusión. A ello se agregan las actividades económicas propias de todo centro poblado: panaderías; carnicerías; abastos y supermercados; bares, restaurantes y expendios de comida rápida; licorerías; peluquerías; clínicas; farmacias; consultorios y oficinas; laboratorios y centros educativos.

## Sitios de interés
- Casa de La Trinidad:

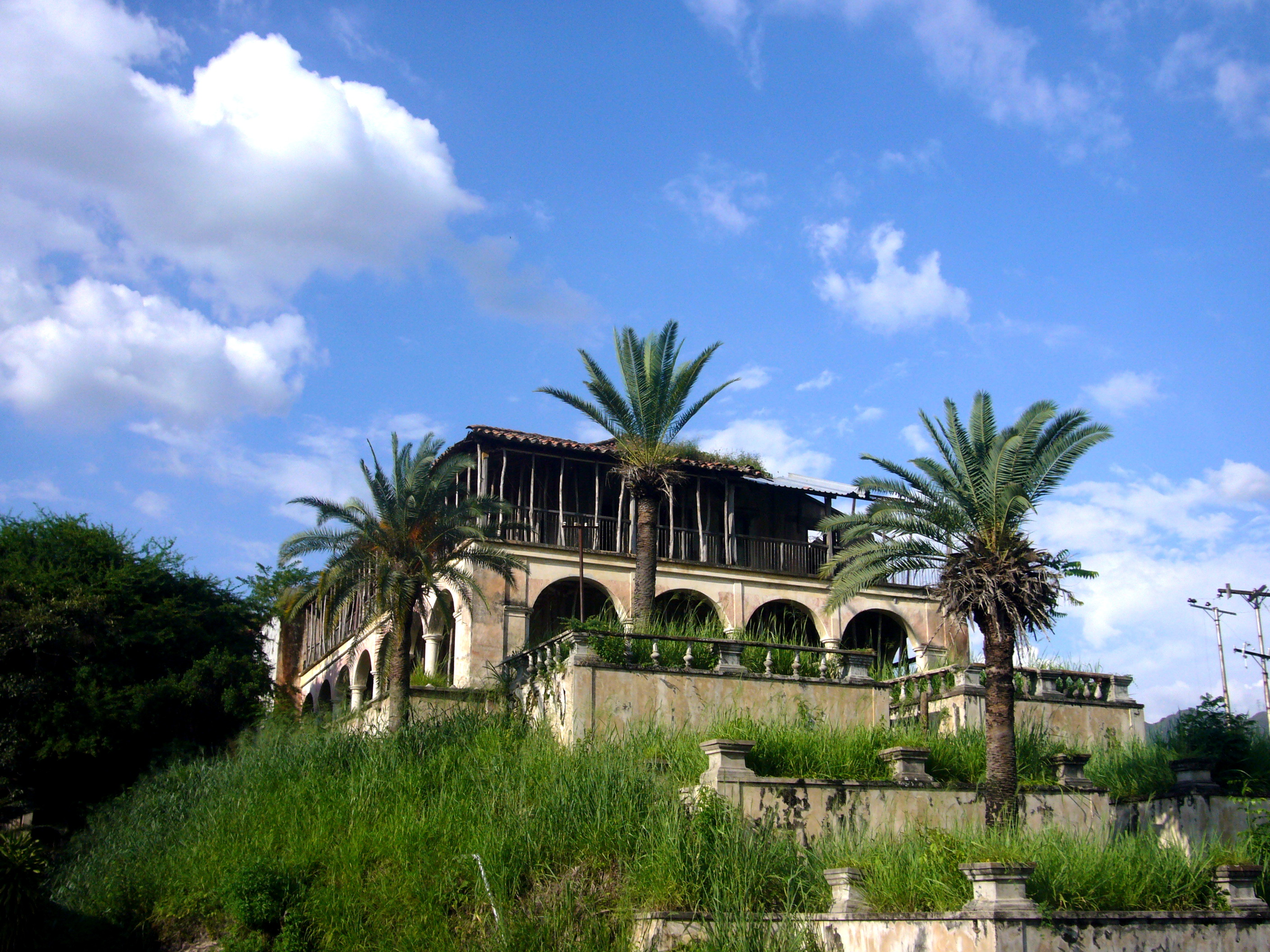
Vista actual de la Casa de La Trinidad.

Hermosa casa de campo data de 1.740 fue construida en la elevación de las colinas de la cadena montañosa del Litoral Central con el fin de controlar los cultivos de la hacienda la trinidad de Tapatapa como también se llamaba. En 1812 fue utilizado como cuartel general por Francisco de Miranda. Fue residencia de varios presidentes de Venezuela. Ese inmueble es considerado monumento histórico y como tal fue decretado por diferentes acontecimientos de la independencia que en ella tuvieron lugar.
- Parque “Gerardo Yépez Tamayo”:

Conocido también como Parque Los Apamates por la gran cantidad de árboles de la especie Apamate que existían en el lugar. es un área botánica recreativa de esparcimiento para la familia. Fue restaurado luego del deslave acaecido en 1987 y que afectó la zona, con caminerías y un nuevo paisajismo. Frecuentemente es utilizado como sede de encuentros y eventos conservacionistas y ambientalistas. Es considerado además como un "camposanto", por las grandes cantidades de barro y escombros que fueron depositados allí tras el deslave.
- Iglesia Parroquial “La Milagrosa”.

Ubicada en la Avenida Caracas, al lado de la plaza Bolívar de El Limón. Construida en 1965, financiada por gran parte de la comunidad de El Limón. Se caracteriza por sus rasgos arquitectónicos modernos. Su fachada presenta una disposición triangular. Se accede a los espacios internos del templo gracias a tres grandes portones metálicos pintados de color azul, sobre los cuales se encuentra un mural de mosaicos de forma triangular, el cual representa a la Virgen Milagrosa, patrona de la iglesia. Sus espacios internos son amplios y se encuentran divididos en tres naves. Al final de la iglesia se encuentra el altar de la iglesia, el cual está conformado por un gran mesón de granito. Tras éste, y sobre un mosaico unicolor en forma de tres triángulos consecutivos, se encuentra la imagen de Cristo, en actitud de elevarse a los cielos.
- Gruta de San Juan Bautista.

- Iglesia del Niño Jesús.

Capilla católica ubicada en el Sector Niño Jesús de El Limón. Es punto de referencia por la realización de la tradicional manifestación folcklorica conocida como Los Pastores del Niño Jesús de El Limón. Su historia data de 1937, cuando los pobladores de El Limón decidieron emprender la construcción de una capilla en un solar de lo que para entonces era la calle principal. Fue remodelada en el año 1964, dándole la apariencia actual. Es un edificio pequeño, de una sola nave de 15 m de ancho por 30 m de largo y altura de 7 m con las paredes de bloque, frisadas y pintadas de color marfil y con cerámicas marrones. El piso es de granito color gris y el techo de acerolit y con cielo raso. La capilla tiene cinco ventanas laterales de color marrón y una puerta del mismo color. La capilla está ubicada frente al bulevar de los Pastores de Niño Jesús.
- Arcos del acueducto colonial de la Casa del Marqués:

Es el Acueducto más antiguo de Aragua. Fue construido a fines del siglo XVIII para proveer de agua a la casona de la Hacienda La Trinidad y sus dependencias aledañas, y posiblemente a las actividades agrícolas en su entorno. El agua era conducida desde la quebrada de Valle Verde, distante aproximadamente 3,5 km de la Casona, mediante una zanja o acequia construida para el efecto a lo largo de la vertiente oeste de la fila de colinas que enmarcan el paisaje de la antigua hacienda, y cuyo trayecto aún puede divisarse desde la avenida Universidad, vía que comunica las poblaciones de Maracay y El Limón.
La acequia, fue trazada hacia 1780 y revestida en adobones de arcilla cocida, además de transportar el agua potable de la quebrada, captaba en invierno el agua que escurría por la vertiente. Para salvar un abra o abertura natural entre las estribaciones montañosas del litoral y la colina La Trinidad, se levantó una obra de ingeniería que garantizaba la continuidad en el trazado de la acequia. Dicha obra, realizada en mampostería con sistema de arcada, según los cánones que España trajo consigo a América, aún se conserva -aunque fuertemente intervenida- y ha dado nombre a la urbanización "Los Arcos
- El Torreón de El Limón: es el monumento emblemático de El Limón. Es una vieja chimenea del Trapiche que le dio nombre a la hacienda experimental Caña de Azúcar, en el sitio donde se bifurca la vía que va hacia Ocumare de la Costa (Av. Universidad) y la Av. Caracas. Por muchos años fue construcción más alta del poblado. Se ha conservado hasta nuestros días como monumento que recuerda el pasado agrícola de la zona.

- Coliseo El Limón: instalación deportiva ubicada el sector El Paseo, es sede del equipo de baloncesto "Toros de Aragua". Actualmente, es conocido con el nombre de Gimnasio cubierto "José Rafael Romero Bolívar". Es utilizado como Sala de espectáculos y sede de diferentes eventos artísticos y religiosos.

- Balnearios naturales Los Baños y Los Capuchinos.

### Instituciones
- Universidad Central de Venezuela - Núcleo Aragua: Facultad de Agronomía y Facultad de Ciencias Veterinarias.

- Colegio de Médicos del Estado Aragua: cuenta con áreas recreativas abiertas al público en general

- Zona Educativa del Estado Aragua

- Sede Aragua del Servicio Administrativo de Identificación, Migración y Extranjería (SAIME).

- Oficina principal Aragua del Instituto Nacional de Transporte Terrestre (INTT).

- Sede Administrativa del Centro Nacional de Investigaciones Agropecuarias (CENIAP):

- Universidad Nacional Experimental Simon Rodríguez. Núcleo Maracay

Es un centro creado específicamente para la generación y difusión del conocimiento científico y tecnológico en Venezuela, específicamente en el área agropecuaria.
- Destacamento 21 de la Guardia Nacional - Alcabala El Limón.

- Unidad de Socorro de la Cruz Roja Aragua (USCRA)

- Sociedad Conservacionista Aragua

## Museos y Teatros
- Museo Nacional de Suelos CENIAP: este museo cuenta con más de 600 micromonolitos de suelos y 11 macromonolitos de 20 estados de Venezuela . Un micromonolito es la representación pequeña de un perfil de suelo acompañada de información referente al perfil (horizontes y caracterización) e información relativa al sitio de colección de las muestras (clima, paisaje, uso, etc.).

## Plazas, Parques y Otros Monumentos
- Plaza Los Rauseo.

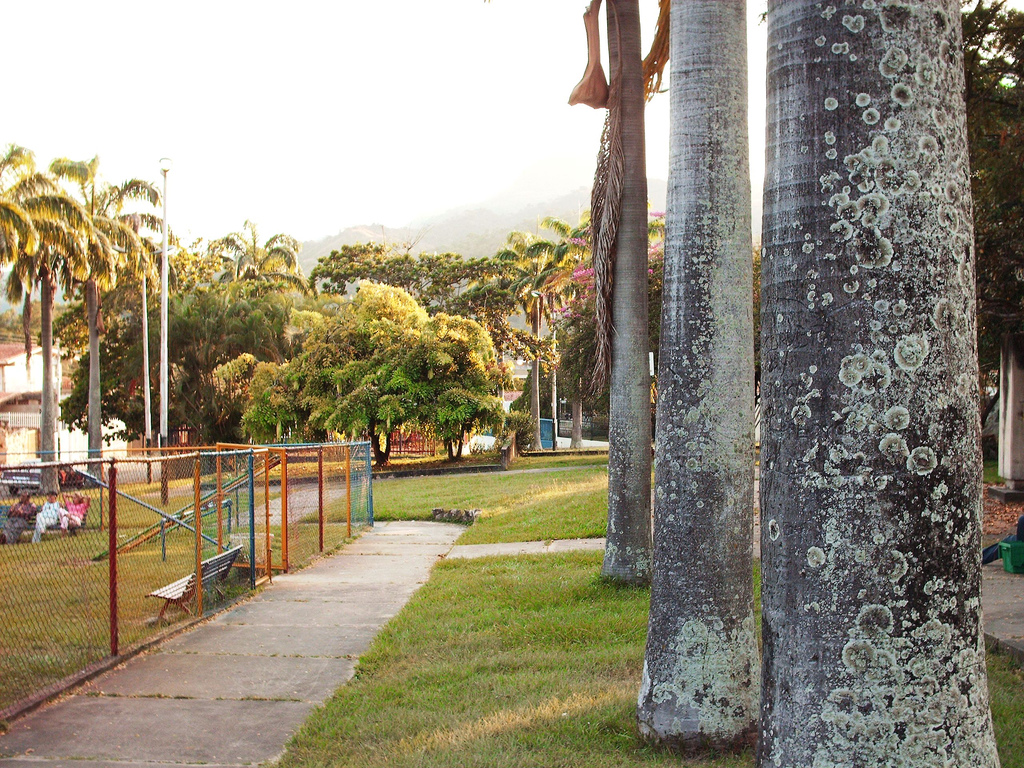
Plaza Los Rauseos.

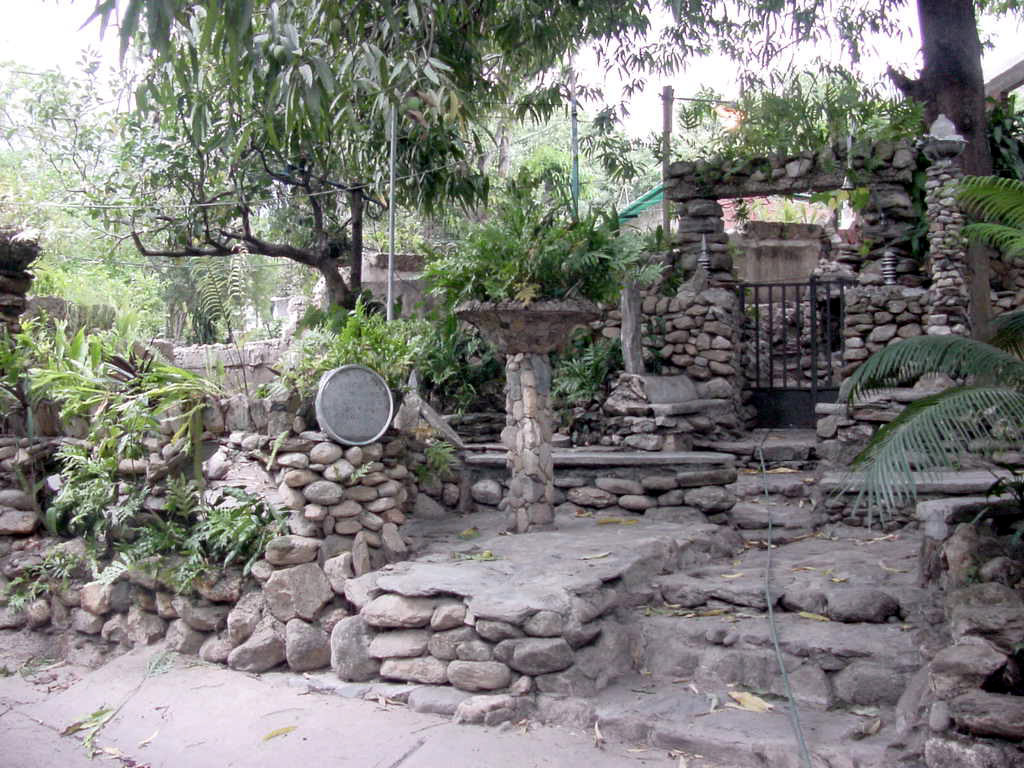
Museo de Las Piedras, Callejón La Cañada - Sector Niño Jesús - El Limón.

Ubicado el Sector Los Rauseo, al norte de El Limón.

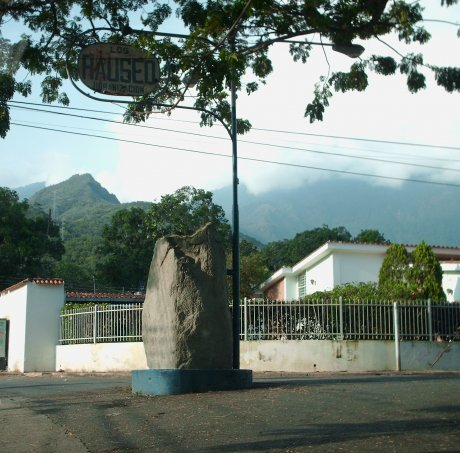
Entrada Urbanización Los Rauseo. Urbanización ubicada al norte de El Limón.

- Plaza Bolívar de El Limón: construida en el año 1965, al lado de la Iglesia Parroquial La Milagrosa. La plaza tiene caminerías hechas en cemento que parten desde sus cuatro esquinas y convergen en un gran cuadro encementado. En esta zona de la plaza se encuentra un pedestal con un busto de Simón Bolívar y una tarima de forma hexagonal techada con machihembrado y tejas rojas. En el año 1996, se construyó un paso vehicular adosado a la cerca de la iglesia La Milagrosa, y el bulevar Mario Briceño Iragorry. Además de este espacio, la plaza cuenta con un parque infantil en su lado oeste y dos zonas de áreas verdes con abundantes árboles y cayenas.

- Museo de Las Piedras: conocida fachada de la vivienda de la familia Rojas Colina, que fuera construida por el ya fallecido técnico electricista y líder comunitario Gregorio Rojas "Rojítas" y su familia, y se encuentra ubicada en el callejón La Cañada, del Sector Niño Jesús.

## Cultura

### Costumbres y Tradiciones

#### Obra Teatral "Pasión de Jesús"
La Parroquia la Milagrosa, El Limón, a través de su equipo ARCAMIS “Arte Católico Misionero”, producen la obra teatral Pasión de Jesús.
La obra teatral Pasión de Jesús fue creada por Juan Carlos Rodríguez junto a varios jóvenes, tiene dos etapas la primera va desde el Viernes Santo 18 de abril de 2003, siendo ese año la primera edición hasta la edición 10, a partir de la 11va Edición hasta la actualidad, ha estado a cargo de la organización ARCAMIS Arte Católico Misionero, dándole un carácter más institucional, dando oportunidad a niños, jóvenes  y adultos, sumando hasta la actualidad 21 ediciones excepto los años 2020 y 2021 a causa de la Pandemia.
La Pasión de Jesús es hoy una tradición del tiempo cuaresmal, cada edición el número de espectadores ha crecido significativamente, en las últimas 10 ediciones asisten y disfrutan de la obra entre todas las presentaciones cerca de 3.000 personas por edición, razón por la cual fue declarado el año 2024 a través de decreto municipal, como Patrimonio Histórico Cultural del Municipio Mario Briceño Iragorry, por el gran impacto cultural y espiritual que ha representado a lo largo de 21 años, participan cada año entre 80 y 100 personas aproximadamente de la comunidad conformando así, actores, personal técnico y colaboradores.
La Pasión de Jesús promueve un mensaje positivo propicio a los nuevos tiempos que vive la sociedad, basado en una escala de valores humanos y espirituales necesarios para hacer cambios hacia actitudes que garanticen edificar una mejor realidad y un mejor futuro.
Comparte la distinción Patrimonio Histórico Cultural del Minicipio Mario Briceño Iragorry junto a los Pastores del El Limón y la Cofradia de San Juan Bautista

#### Pastores de Niño Jesús
En el marco de las celebraciones navideñas, todos los años se celebra en el sector Niño Jesús de El Limón, una hermosa e interesante tradición. Se trata del baile de los Pastores del Niño Jesús. Habitualmente la celebración se lleva a cabo el segundo sábado de diciembre de cada año. Esta tradición se originó en 1752 en Aguas Calientes, al noreste de Mariara, en el Estado Carabobo. 
Surgió como parte de los actos de veneración al Santo Niño Jesús de Praga, patrón de la localidad. Hombres, mujeres y niños vestían sus vistosos y coloridos trajes y bailaban con fervor al son del cuatro, el furruco y el tambor. En una oportunidad, el Obispo de Valencia en persona prohibió la celebración, pues consideraba irrespetuosa para el Santo Niño y para la Iglesia católica la participación de las mujeres en conjunto con los hombres en los bailes. Luego de intensas negociaciones por parte de los vecinos y la alta jerarquía eclesiástica, se permitió la continuación de los bailes con la condición de que las pastorcillas fuesen representadas por hombres que debían usar las vestimentas de las mujeres. En la actualidad, es permitida la participación de mujeres y niñas en los Pastores de El Limón y Los Teques.
La tradición se celebra en el barrio Niño Jesús desde 1914, cuando el poblado era un grupo de chozas de palma y bahareque alineadas a lo largo de una calle, siendo sus pobladores agricultores que trabajaban en la antigua Hacienda El Limón. Cabe señalar que Niño Jesús es el núcleo poblado que dio origen a El Limón en su conjunto. El cultivo principal era la caña de azúcar, y en la época de zafra se trasladaban trabajadores desde Aguas Calientes hasta El Limón. Para hacerlo, atravesaban el cerro Periquito, ramal de la cordillera de la costa en el actual parque nacional Henri Pittier, y que separa los dos poblados. Según los investigadores, esta pudo ser la vía de ingreso de la tradición.
Otra versión indica que la Sra. Jovita Colmenares presenció el baile de los Pastores en Aguas Calientes y posteriormente los invitó a su casa en El Limón, donde pronto los vecinos más devotos adoptaron la costumbre. Primeramente, los bailes se hacían en los patios de las casas, y los bailadores de Aguas Calientes se trasladaban a El Limón para ayudar en la celebración. Como no había una imagen del Niño, había que pedir una prestada a Turmero, Santa Cruz o San Joaquín.
En 1917, Doña Dolores Amelia, una de las compañeras del General Juan Vicente Gómez, se trasladó de Maracay hasta Niño Jesús con el objeto de observar el baile de los Pastores. También trajo consigo un obsequio para los vecinos del lugar: Una magnífica imagen del Santo Niño Jesús traída de España. Acompañaba a Doña Dolores en su visita Tarazona, el fiel edecán del Benemérito. Este al notar que las pastorcillas eran en realidad hombres, exclamó: "Mariquillas comeyuca". Desde entonces también se llama mariquillas a las pastorcillas. Con el tiempo, la tradición se arraigó en el alma de los pobladores de El Limón, y en 1937 los vecinos decidieron emprender la construcción de una capilla en un solar de la calle principal.
Los personajes que intervienen en el baile de los Pastores del Niño Jesús son:
- El Cachero: es el bailador que ostenta mayor jerarquía en el grupo. Es quien guía y señaliza el baile. También pone orden y embiste con sus cuernos a todo el que interrumpa el normal desarrollo del acto. Además, ostenta su cargo hasta que decida promover a un sucesor. Durante el baile, cuenta con la ayuda de un cachero asistente al que va moldeando poco a poco e inculcando el amor y la responsabilidad por la tradición. El cachero lleva en sus manos unos cachos o cuernos de toro, que simbolizan al buey que acompañó a José y a la Virgen durante el nacimiento del Niño. Los cuernos están adornados con flores de papel de seda de vivos colores. Tiene además un sombrero con picos, escarcha, flores y estrellas, y cintas de papel que le llegan a la cintura, y una correa con cintas multicolores que llegan a sus tobillos

- El Pastor: va ataviado de la misma manera que el cachero, pero lleva en sus manos un gajillo, un instrumento de percusión que marca el ritmo de su danza. El gajillo representa el bastón o báculo del pastor, y consiste en una pieza larga de madera con dos travesaños perpendiculares donde están clavadas chapas, cascabeles o campanillas. Este instrumento también está adornado con numerosas cintas de papel de seda de vistosos colores

- La Pastorcilla: o mariquilla viste falda y blusa hechas con telas floreadas, y sombrero muy adornado con flores de papel y celofán. Las pastorcillas marcan su paso con una maraca también adornada que llevan en su mano derecha

- El Viejo y La Vieja: representan la sabiduría, la perpetuidad de la tradición y el fin del ciclo de vida del hombre. Están ataviados como dos viejitos querendones, enamorados y bondadosos. Gozan de gran respeto dentro de los bailadores y, por lo tanto, tienen gran libertad en sus movimientos

- El Titirijí: representa a un ave nocturna cuyo canto se asemeja a su nombre. Este personaje lleva un pito con el que imita su canto. Se dedica a hacer bromas al público y al cachero, por lo que goza de libertad en sus movimientos.. Cuando el cachero se hastía de sus bromas, lo persigue embistiéndolo con sus cachos, hasta que se esconde entre las filas de pastores y pastorcillas. Su traje está hecho con cintas de periódico, papel blanco o tiras de tela o peluche blanco.

- Los Músicos: el grupo musical que acompaña a los bailadores consta de cuatro, furruco, tambor y charrasca. Los versos se cantan a tres voces

Tradicionalmente, los bailadores se reúnen en casa de una vecina del sector, adyacente a la Plaza Bolívar. En este lugar alistan sus trajes y se maquillan. Una vez listos, parte la procesión encabezada por la imagen del Santo Niño, seguida por los músicos y los bailadores, alineados en sus filas respectivas, todos coordinados por el cachero líder.
La marcha sigue por la Av. Caracas en sentido norte hasta cruzar hacia la calle principal de Niño Jesús. Durante este recorrido, los músicos tocan y cantan los versos correspondientes al Villano, una de las partes de la danza, y se lanzan cohetones y morteros.Una vez que la procesión llega al frente de la capilla, se coloca la imagen del Niño en su cuna, y se disponen los músicos al frente de esta. Luego está el cachero liderizando las dos filas de bailadores: los pastores a la izquierda y las pastorcillas a la derecha. El viejo y la vieja se colocan detrás de los pastores y pastorcillas, respectivamente. Finalmente, el titirijí. A esta disposición se le llama posición inicial. Otros movimientos son: El arco, la rosa, el clavel, la cruz, el dos y dos, el entremetío y el caracol.
La primera parte del baile se llama Ofrendas al Niño. Uno de los miembros de la cofradía declama:
"Pastores de esta cabaña
levanten para así rendir
Para que a Belén salgais
entonando alegremente
la música que escuchais"
Este es uno de los momentos más emotivos de la ceremonia. Los promeseros vienen de rodillas desde el comienzo de la calle principal hasta el frente de la capilla. Muchos de ellos muy enfermos, son ayudados y animados a continuar por miembros de la cofradía. Igualmente los bailadores los animan haciendo sonar sus instrumentos. El cuatrista hace algunos acordes e igualmente anima a los promeseros con el grito de "¡Iiijaaa!". Seguidamente se realiza la ofrenda a través de estos versos:
"Yo soy un pastor divino
que vengo de Maracay
para dar limosna al Niño
aquí le traigo este real"
Seguidamente se interpretan los aguinaldos dedicados al Niño Jesús:
I
"Niño chiquitico
con tanto poder
gobernando al mundo
antes de nacer"
II
"Hay muchos que tienen
al niño por bueno
y se acuerdan de él
cuando están enfermos"
III
"Levanten pastores
vamos a Belén
a adorar al Niño
para nuestro bien"
Luego de este aguinaldo comienza el villano. El villano es la parte de la interpretación musical donde tiene lugar la danza propiamente dicha. Es un ritmo en dos tiempos parecido a la Polka. Durante el villano, los músicos cantan a tres voces los versos. Algunos de estos versos hablan del Niño y lo divino:
"Con la venia de la cruz
comenzamos este baile
que el Niño Jesús bendito
nos bendiga y acompañe"
"Oh Niño Jesús bendito
echanos tu bendición
te cantamos y te adoramos
los Pastores de El Limón"
Otros versos rememoran algunos cultores destacados de la tradición ya desaparecidos:
"Me lo dijo Manuelito
delante de mucha gente
los Pastores de El Limón
vinieron de Aguas Calientes"
"Me acuerdo de Juan Camacho
cuando aquí venía a bailar
vestido de pastorcilla
con su traje original"
"Asisclo y Manuel Martínez
hoy se encuentran en la gloria
uno bailaba pastor
y otro contaba la historia"
"Donde está Martín Gastelo
que ni se donde estará
es que me han dicho señores
que ahora es testigo de Jehová"
Otros versos recuerdan épocas pasadas
"Yo venía de Carabobo
a bailar aquí a El Limón
donde quedaba la Hacienda
lo que queda es el Torreón"
Y otros son el fiel reflejo de la inventiva y la picardía del pueblo
"Todo hombre enamorao
tres cosas debe tener
buen cuchillo, buen garrote
buenas piernas pa`correr"
"Una vieja me dio un beso
con sabor a cucaracha
que vieja tan atrevida
habiendo tantas muchachas"
"Las muchachas de hoy en día
no saben lavar un plato
pero si saben tener
en la barriga un muchacho"
"Dame lo que yo te pida
yo no te pido la vida
de la cintura pa`bajo
de las rodillas pa`rriba"
Los Pastores del Niño Jesús de El Limón fueron declarados patrimonio artístico y cultural del Municipio Mario Briceño Iragorry y han realizado diversos intercambios y giras por todo el país. En la actualidad existen cofradías de Pastores en Petare, Los Teques, San Joaquín, Chuao, Aguas Calientes y El Limón.

#### Peregrinación San Sebastián
Todos los meses de enero, el último sábado, se realiza la Peregrinación de San Sebastián. Es una caminata de 42 kilómetros desde El Limón, hasta Ocumare de la Costa, cruzando el Parque Henri Pittier. Organizada por la Fundación Peregrinación San Sebastián (creada en 1996 un grupo de caminantes) se inició por convicción religiosa, como devoción a San Sebastián. Muchos aprovechan la oportunidad para hacer un excelente ejercicio. Otros son atraídos por la posibilidad de cruzar a pie el parque Henri Pittier.